# Amen (Vincent Bueno)
Amen è un singolo del cantante austriaco Vincent Bueno, pubblicato il 10 marzo 2021 su etichetta discografica Unified Songs.
Il brano è stato selezionato per rappresentare l'Austria all'Eurovision Song Contest 2021.

## Descrizione
Vincent Bueno era stato inizialmente selezionato internamente per rappresentare il suo paese all'Eurovision Song Contest 2020 con la canzone Alive, prima della cancellazione dell'evento. A marzo 2020 l'emittente radiotelevisiva ORF l'ha riselezionato internamente per l'edizione eurovisiva successiva. Amen è stato confermato come nuovo brano austriaco il 26 febbraio 2021, ed è stato pubblicato sulle piattaforme digitali il successivo 10 marzo.
Nel maggio successivo, Vincent Bueno si è esibito nella seconda semifinale eurovisiva, piazzandosi al 12º posto su 17 partecipanti con 66 punti totalizzati e non qualificandosi per la finale.

## Tracce
Testi e musiche di Tobias Carshey, Ashley Hicklin e Jonas Thander.
Versione originale
1. Alive – 2:56

Versione karaoke
1. Alive (versione karaoke) – 2:56